# Robos a bancos y sentadas durante la crisis económica en el Líbano
Después de que los bancos libaneses comenzaran a imponer límites a los retiros en 2019, como parte de la actual crisis económica en el Líbano, una serie de sus depositantes han recurrido a robos a bancos y sentadas para recuperar su dinero congelado. El fenómeno comenzó en enero de 2022 y continúa a partir de 2023.

## Antecedentes
Durante la guerra civil libanesa, la libra libanesa fue gravemente devaluada. Después de que la guerra terminó en 1990, el gobierno libanés vinculó la libra al dólar estadounidense a un tipo de cambio oficial de alrededor de 1500 libras por dólar para estabilizar su moneda. La economía libanesa resistió la crisis financiera de 2007-2008 y tuvo un buen desempeño hasta 2011, cuando el malestar político en el Medio Oriente (incluida la guerra civil siria) y el ascenso de Hezbolá en el Líbano comenzaron a disuadir a los inversores extranjeros. Para seguir atrayendo inversores extranjeros, el Banco del Líbano ofreció tipos de interés de hasta el 20%, en lo que el Banco Mundial ha descrito como un esquema Ponzi.
El esquema comenzó a colapsar en octubre de 2019, cuando el estado anunció un plan para gravar los mensajes de WhatsApp, lo que generó una reacción pública generalizada. En respuesta, los bancos comenzaron a imponer límites de retiro para frenar una posible corrida bancaria. El gobierno incumplió el pago de sus deudas en marzo de 2020. La creciente crisis financiera se vio agravada aún más por la explosión de Beirut en 2020 y la pandemia de COVID-19 (y su consiguiente disminución del turismo). Desde 2019 hasta marzo de 2023, la libra libanesa perdió el 98 % de su valor y los límites de retiro de 400 dólares estadounidenses se mantienen vigentes desde 2019. El gobierno se vio obligado a devaluar su tipo de cambio con la moneda estadounidense en un 90% en febrero de 2023, aunque el valor de mercado había divergido mucho antes.

## Robos y sentadas

### Preludio
Ya en agosto de 2020, manifestantes enojados quemaron bancos para protestar por la crisis financiera. En junio de 2021, varios manifestantes afiliados a una organización benéfica ocuparon con éxito un banco para retirar fondos para su organización. Tres empleados del banco resultaron heridos, lo que llevó al banco a acusar al grupo de intimidación, lo que negó.

### 2022
El primer robo a un banco relacionado con la crisis financiera se produjo en el este del Líbano en enero, cuando un hombre tomó como rehenes a decenas de personas para robarles sus ahorros en divisas. Se entregó a las fuerzas de seguridad después de que le entregaran una parte de sus ahorros. En un caso que atrajo atención nacional en agosto, un hombre armado con una escopeta tomó a 10 rehenes en un banco y amenazó con autoinmolarse si no le entregaban sus depósitos por un total de 210 000 dólares para cubrir los gastos médicos de su padre. Le habían negado varias veces. Durante el robo, se ganó el apoyo de una multitud afuera. Finalmente, le concedieron una parte de sus ahorros, lo arrestaron, lo retuvieron y posteriormente lo liberaron sin cargos. Desde entonces, los delitos por imitación han aumentado – se denunciaron cinco u ocho robos a bancos en un solo día en septiembre, lo que provocó el cierre de bancos en todo el país durante tres días por razones de seguridad. El cierre se extendió indefinidamente. En octubre, Georges Siam, embajador libanés, y Cynthia Zarazir, parlamentaria la oposición, organizaron sentadas en sus respectivos bancos con unos días de diferencia. Zarazir permaneció allí hasta que pudo retirar suficiente dinero para el tratamiento del cáncer de su hermana. Hasta el 7 de octubre, sólo en el mes anterior se habían denunciado al menos doce robos.

### 2023
En febrero, un grupo de policías participó en un robo en Tiro.

### Planificación
Los métodos y el armamento varían de un caso a otro. Durante los robos se han avistado pistolas, rifles, gasolina, granadas de mano, cócteles molotov, un taser y una ametralladora, algunas falsas.

## Consecuencias y reacciones
Hasta noviembre de 2022 no se había procesado a ningún ladrón, en gran parte gracias a las negociaciones previas al juicio y a la simpatía de los jueces. Ninguno ha sido declarado culpable de ningún delito hasta julio de 2023. Acusar a los ladrones de bancos sería impopular y puede ser legalmente difícil, ya que la falta de una ley de control de capital significa que los bancos no tienen derecho a imponer límites estrictos de retiro en primer lugar. Según Fouad Debs, cofundador de la Unión de Depositantes, los ladrones solo podrían ser multados con un máximo de 200 000 libras (5 dólares estadounidenses, a septiembre de 2022) porque no tenían intención de herir.
El abogado Rami Ollaik sostiene que los robos podrían ser legales en caso de legítima defensa de la vida y la propiedad. En al menos dos casos, Ollaik amenazó a la policía con incendiar su comisaría si no liberaban a sus clientes de la custodia. Ellos cumplieron.
Los bancos libaneses han cerrado en múltiples ocasiones debido al aumento de los robos.

### Percepción pública
El público libanés en general considera a los ladrones como «héroes», y The Telegraph y L'Orient-Today comparan su papel con el del personaje folclórico Robin Hood.